# Marian Bielecki (historyk)
Marian Bielecki (ur. 16 lipca 1975 we Wrocławiu) – doktor habilitowany, historyk literatury, teoretyk literatury; profesor w Instytucie Filologii Polskiej Uniwersytetu Wrocławskiego.

## Wydane książki
Źródło: Instytut Filologii Polskiej UWr
- Literatura i lektura. O metaliterackich i metakrytycznych poglądach Witolda Gombrowicza, Kraków 2004.
- Interpretacja i płeć. Szkice o twórczości Witolda Gombrowicza, Wałbrzych 2005.
- Historia – Dialog – Literatura. Interakcyjna teoria procesu historycznoliterackiego, Wrocław 2010.
- Kłopoty z Innością, Kraków 2012.
- Widma nowoczesności. „Ferdydurke” Witolda Gombrowicza, Warszawa 2014.
- Gombrowicziady. Reaktywacja, Warszawa 2020.

## Książki redagowane
- Po(granicza) teorii, Wałbrzych 2010 (wspólnie z Ewą Rychter).
- Po Miłoszu, Kraków 2011 (wspólnie z Wojciechem Browarnym i Joanną Orską).

## Wyróżnienia
- 2006 i 2007 – stypendia dla młodych naukowców „Fundacji na Rzecz Nauki Polskiej”.
- 2010 – nagroda JM Rektora Uniwersytetu Wrocławskiego za książkę Historia – Dialog – Literatura. Interakcyjna teoria procesu historycznoliterackiego i jej publikacja w „Złotej Serii Uniwersytetu Wrocławskiego”.
- 2010 – nagroda „Literatury na Świecie” za książkę Historia – Dialog – Literatura. Interakcyjna teoria procesu historycznoliterackiego.
- 2011 – nominacja do Nagród Naukowych „Polityki”.
- 2015 – nagroda JM Rektora Uniwersytetu Wrocławskiego za osiągnięcia naukowe.